# Henry de Bournazel

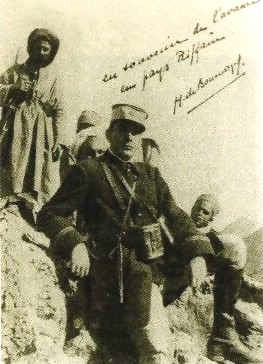
Henry de Bournazel

Henry de Bournazel (geb. 21. Februar 1898 in Limoges; gest. 28. Februar 1933 im Jbel Sarhro in der Provinz Tinghir in Südmarokko) bzw. Henri de Bournazel (Henri de Lespinasse de Bournazel), bekannt als ‚L’Homme Rouge‘, d. h. der „Rote Mann“, war ein französischer Offizier im Rang eines Hauptmannes (capitaine) während der Eroberungskriege Frankreichs in Marokko, der in den 1930er bis 1950er Jahren und teils darüber hinaus in Frankreich Teil eines veritablen patriotischen Kultes war.

## Leben
Henry de Bournazel wurde 1898 in Limoges geboren. Er war ein 'Saint-cyrien' und nahm an den Kampagnen zur Befriedung Marokkos teil. 1932 wurde er zum Gouverneur von Tafilalet ernannt. Er wurde im Jbel Sarhro beim Angriff auf den Bou Gafer getötet.
Seit der Errichtung des Protektorats im Jahr 1912 war Marschall Lyautey Generalresident für Marokko. Obwohl die französische Armee im Land stark präsent war, erhoben sich in ganz Marokko zahlreiche Widerstandsbewegungen, die sich der 'pax francesca' widersetzen, insbesondere in den Bergregionen des Rif und des Atlas und Anti-Atlas. Henry de Bournazel traf Marschall Lyautey in Casablanca und erhielt im Januar 1922 eine Zuweisung zum 8. algerischen Spahiregiment in El Arba-Tahala, zu dem er nach Besuchen in Rabat, Meknès und Fès zurückkehrte. Er begann seine Eingewöhnung in das marokkanische Leben, indem er mit seiner Schwadron den Schutz von Konvois in den felsigen Schluchten sicherstellte. Zu diesem Zeitpunkt beschloss das Kommando, die bereits im Vorjahr unternommene „poche de Taza“ im Mittleren Atlas um das Dorf Skoura, der Hochburg der Rebellion, zu verkleinern. Henry de Bournazel, der zum 22. marokkanischen Spahiregiment versetzt wurde, das in Médiouna in der Nähe von Casablanca stationiert war, sollte nun an den Einsätzen teilnehmen können und bestand darauf, seinen Aufenthalt in Marokko zu verlängern.
Capitaine de Bournazel starb im militärischen Einsatz.
Von den 1930er bis 1950er Jahren galt er als wahres nationales Symbol und der französischen Jugend als Vorbild für den tapferen jungen Offizier, wie unter anderem die Ausgaben seiner Biographie von Henry Bordeaux in der Librairie Plon (1935 und später) und bei Hachette (in der Bibliothèque de la jeunesse, 1957) sowie die Aufnahme in dem Band Les coloniaux français illustres („Berühmte französische Kolonialisten“) zeigen.
Bei Germaine de Bournazel, „seiner Gefährtin in guten wie in schlechten Zeiten“, heißt es noch 1979:

„Il est opportun de révéler, aux jeunes de cette fin de siècle, le véritable personnage de ce héros de légende qui allait au combat en criant : « La vie est belle ! » / dt. Es ist angebracht, den jungen Menschen am Ende des Jahrhunderts die wahre Persönlichkeit dieses legendären Helden zu enthüllen, der in die Schlacht zog und rief: "Das Leben ist schön!"“

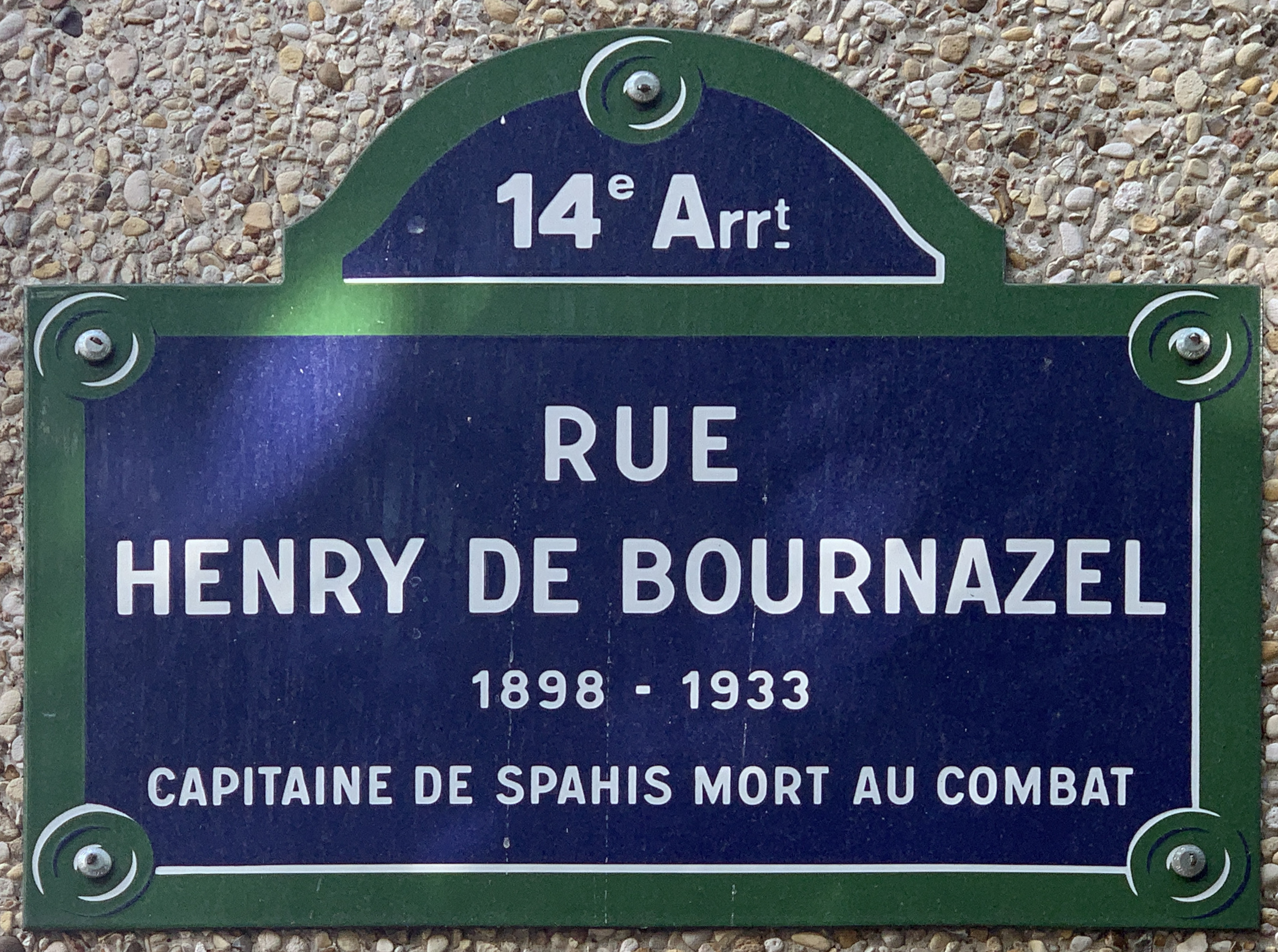
Straßenschild der Rue Henry de Bournazel in Paris.

Verschiedene Straßen, Stätten und Organisationen sind bis heute nach ihm benannt, darunter die Rue Henry-de-Bournazel im 14. Arrondissement von Paris.

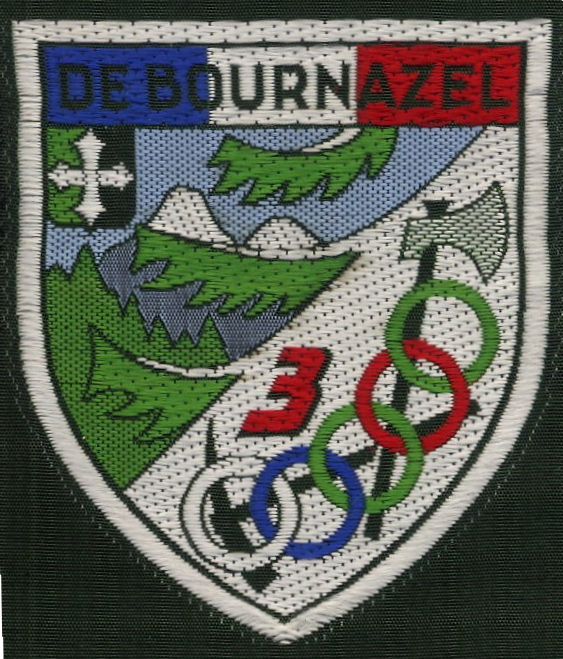
Insigne des GPT 3 der CJF